# Cinta Laura

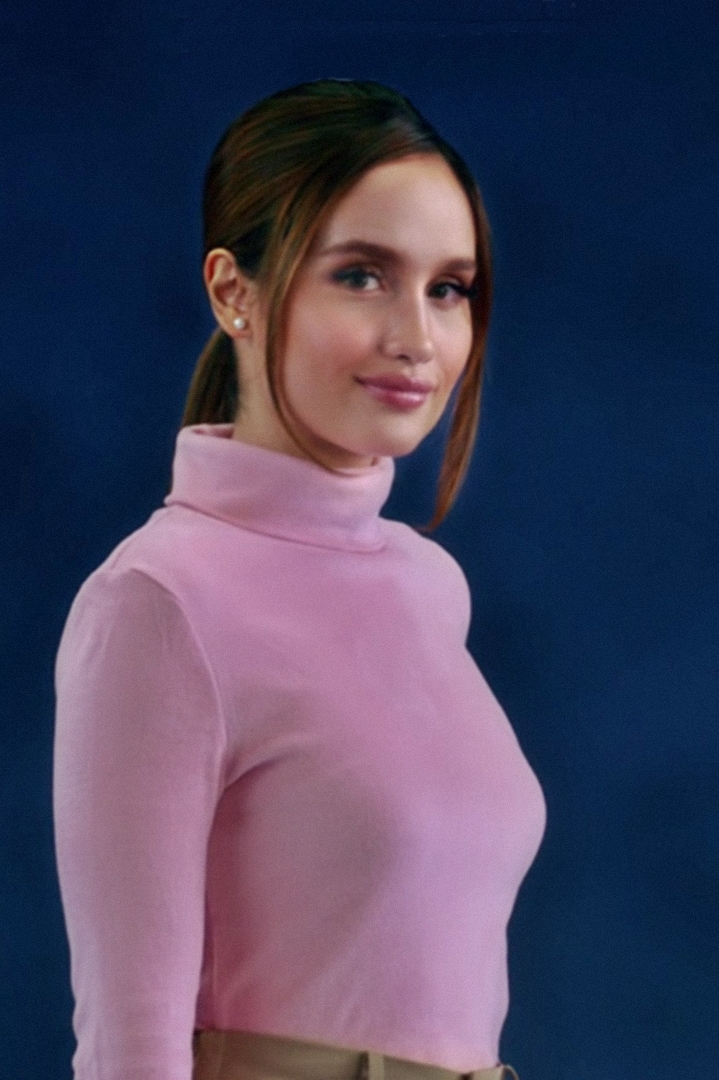
Cinta Laura Kiehl 2020

Cinta Laura (* 17. August 1993 in Quakenbrück; bürgerlicher Name Cinta Laura Kiehl) ist eine deutsch-indonesische Schauspielerin, Sängerin und Model. Ihre bekannteste Rolle spielte sie 2013 in The Philosophers – Wer überlebt?. Darüber hinaus war sie in weiteren Filmen und Fernsehserien zu sehen.

## Leben
Cinta Laura wuchs aufgrund des Berufs ihres Vaters in verschiedenen Ländern auf, unter anderem in Malaysia, Indonesien und Deutschland.
Vor Beginn ihrer Karriere lernte sie Schauspiel und Bahasa Indonesia. Ihr erster Fernsehauftritt war am 5. August 2007. Im selben Jahr gewann sie den Preis BEST ACTRESS 2007 der SCTV Awards.
Ihr 2010 erschienenes musikalisches Debütalbum mit Liedern im Stil des Elektropop erhielt zweimal Platin. Seither benutzt sie das Pseudonym Cinta Laura. Das Besondere daran ist, dass das Album bereits nach fünf Wochen erfolgreich war und 200.000-mal verkauft wurde. Der Preis wurde ihr beim KFC Ayo Nge-dance Bareng Cinta Laura in der Metro Indah Mall in Bandung, Westjava am 27. Februar 2010 verliehen.
Cinta Laura studierte an der School of Psychology an der Columbia University in New York und schloss 2014 nach drei Jahren mit Cum laude ab.

## Filmografie (Auswahl)
- 2007: Cinderella: Apakah Cinta Hanya Mimpi? (Seifenoper)
- 2008: Upik Abu dan Laura (Fernsehserie)
- 2008: Oh Baby
- 2009: Air Mata Cinta (Fernsehserie)
- 2010: SKJ: Seleb kota jogja
- 2013: The Philosophers – Wer überlebt? (After the Dark)
- 2018: Im Fokus (Target)
- 2018: Nanny Surveillance (Fernsehfilm)
- 2018: The Ninth Passenger
- 2019: MatiAnak
- 2019: Drama Drama
- 2019: Jeritan Malam
- 2020: Tar
- 2021: Devil on Top
- 2022: Jagat Arwah
- 2022: Daniel & Nicolette (Fernsehserie)
- 2022: Imperfect: The Series (Fernsehserie)
- 2022: Scandal (Fernsehserie)